# Ohanhanska
Ohanhanska (Oanoska), jedna od bandi Magayuteshni Indijanaca, pleme Mdewakanton, na rijeci Minnesota. Njihovo istoimeno selo sastojalo se 1836. od 80 ljudi koje je predvodio poglavica Wamditanka ili Big Eagle (nazivan i Black Dog), po kojem je banda nazivana i Big Eagle's band, Black Dog's, Black Dog's band. Isto i Wah ma dee Tunkah
.
Prema Longu 1822. (Exped. St Peter's R., 380, 1824) njihovo brojno stanje bilo je 200 ljudi